# 논산군·공주군
논산군·공주군은 대한민국의 옛 국회의원 선거구이다. 당시 충청남도 논산군, 공주군 지역을 관할했다.

## 역사
대한민국 제9대 국회의원 선거를 앞두고 논산군 선거구와 공주군 선거구를 통합하면서 신설되었다.
1986년 1월 1일을 기해 공주군 공주읍이 공주시로 승격되었다. 또한 대한민국 제13대 국회의원 선거를 앞두고 소선거구제가 재도입되었다. 이에 따라 논산군은 논산군 선거구를 형성했고 공주시, 공주군은 공주시·공주군 선거구를 형성하게 됨에 따라 각각 분리되면서 폐지되었다.

## 역대 국회의원
| 선거   | 정당 | 정당       | 1위 의원 | 정당 | 정당       | 2위 의원 |
| ------ | ---- | ---------- | -------- | ---- | ---------- | -------- |
| 1973년 |      | 신민당     | 박찬     |      | 민주공화당 | 이병주   |
| 1978년 |      | 민주공화당 | 정석모   |      | 무소속     | 박찬     |
| 1981년 |      | 민주정의당 | 정석모   |      | 한국국민당 | 임덕규   |
| 1985년 |      | 민주정의당 | 정석모   |      | 신한민주당 | 김한수   |

## 역대 선거 결과

### 대한민국 제9대 국회의원 선거
|  | 30.85% |

|  | 29.60% |

|  | 18.31% |

|  | 8.68% |

|  | 8.34% |

|  | 4.19% |

### 대한민국 제10대 국회의원 선거
|  | 46.70% |

|  | 14.37% |

|  | 10.40% |

|  | 7.64% |

|  | 7.52% |

|  | 4.66% |

|  | 3.42% |

|  | 1.85% |

|  | 1.75% |

|  | 1.64% |

### 대한민국 제11대 국회의원 선거
|  | 45.67% |

|  | 17.60% |

|  | 13.83% |

|  | 11.33% |

|  | 6.56% |

|  | 4.99% |

### 대한민국 제12대 국회의원 선거
|  | 50.79% |

|  | 21.73% |

|  | 10.09% |

|  | 8.50% |

|  | 6.23% |

|  | 2.65% |